# Рекреативо (футбольный клуб)
«Рекреативо» (исп. Real Club Recreativo de Huelva) — испанский футбольный клуб из города Уэльва, в одноимённой провинции в автономном сообществе Андалусия. Является старейшим футбольным клубом Испании. Основан в 1889 году. Домашние матчи проводит на стадионе «Нуэво Коломбино», вмещающем 21 670 зрителей. Традиционные клубные цвета — белые футболки с синими вертикальными полосами и белые шорты.

## История
Клуб был основан двумя шотландцами Александром Маккеем и Робертом Расселом Россом — докторами, работавшими на испанских шахтах компании Rio Tinto. Они создали Huelva Recreation Club (Клуб отдыха Уэльвы) в целях обеспечения шахтёров, находящихся под их уходом, подвижным отдыхом. Из-за давнего существования (это старейший испанский профессиональный футбольный клуб), команду часто называют «Эль Декано» (то есть старейший).
В 1910-е годы клуб несколько раз побеждал в Андалузских региональных лигах, а также стала первой испанской командой, победившей португальскую команду, выиграв у лиссабонского «Спортинга». В 1940 году «Рекре» впервые достиг Сегунды, но продержался только один год и не возвращался до 1957 года. С 1965 года клуб также начал проводить турнир Трофео Коломбино.
В сезоне 1977/78 «Рекреативо» впервые вышел в Ла Лигу, но в элите занял последнее (18-е) место и вернулся в Сегунду, оставаясь там до 1990 года, вылетев на год в Сегунду Б.
«Рекре» вернулся в Примеру в сезоне 2001/02, но вновь не смог там закрепиться. Тем не менее, в этом сезоне клуб добился одной из самых значительных наград в истории клуба, выйдя в финал Кубка Короля, где уступил «Мальорке» со счётом 0:3. В сезоне 2005/06 «Рекреативо» в третий раз вышел в Примеру, причём впервые с первого места.
Новый сезон на высшем уровне стал лучшим в истории клуба. «Рекре» финишировал в таблице на восьмом месте, набрав 54 очка. Следует отметить победы со счётом 3:0 над «Реалом» на «Сантьяго Бернабеу» и 2:0 с «Валенсией». Ведущим бомбардиром клуба стал Флоран Синама-Поньоль с 12 голами. Из талантов того времени уже отличался зрелой и умной игрой Санти Касорла, забивший за этот и следующий сезон в клубе 15 мячей. Тренер Марселино Гарсиа Тораль объявил 30 мая 2007 года, что он покинет клуб в конце сезона, впоследствии возглавив «Расинг». На пост наставника приглашался Микаэль Лаудруп, но тот отказался, приняв предложение «Хетафе».
Сезон 2007/08 «Рекреативо» провёл в борьбе за выживание, лишь в последнем туре заняв 16-е место. В следующем сезоне «Рекре» большую часть сезона занимало место в середине турнирной таблицы. Однако набрав в последних 15 турах всего 4 очка, клуб оказался на последнем месте и вылетел в Сегунду.

## Сезоны по дивизионам
- Примера — 5 сезонов
- Сегунда — 38 сезонов
- Сегунда B — 10 сезонов
- Терсера — 23 сезона
- Региональная лига — 2 сезона

## Достижения
- Чемпионат Испании
  - 8 место: 2006/07
- Сегунда
  - Победитель: 2005/06
- Кубок Испании
  - Финалист: 2002/03